# Касновија (Мичиген)
Касновија (енгл. Casnovia) град је у америчкој савезној држави Мичиген.

## Демографија
По попису из 2010. године број становника је 319, што је 4 (1,3%) становника више него 2000. године.
| Група             | 2000.       | 2010.       |
| Белци             | 311 (98,7%) | 275 (86,2%) |
| Афроамериканци    | 0 (0,0%)    | 1 (0,3%)    |
| Азијати           | 0 (0,0%)    | 0 (0,0%)    |
| Хиспаноамериканци | 1 (0,3%)    | 37 (11,6%)  |
| Укупно            | 315         | 319         |